# Moscow Ladies Open 1995
Очередной розыгрыш Открытого чемпионата Москвы по теннису среди женщин (Moscow Ladies Open) прошёл в Москве в спорткомплексе «Олимпийский» с 18 по 23 сентября 1995 года.
Призовой фонд составил 400 тысяч долларов США.

## Результаты
В финале одиночного разряда болгарская теннисистка Магдалена Малеева со счётом 6–4, 6–2 победила россиянку Елену Макарову.
В финале парного разряда Мередит Макграт (США) и Лариса Савченко (Латвия) со счётом 6–1, 6–0 обыграли Анну Курникову (Россия) и Александру Ольшу (Польша).